# Brandonvillers
Brandonvillers település Franciaországban, Marne megyében. Lakosainak száma 196 fő (2022. január 1.). Brandonvillers Gigny-Bussy, Drosnay, Lignon és Margerie-Hancourt községekkel határos.

## Népesség
A település népességének változása:
| Lakosok száma | 131  | 121  | 149  | 157  | 171  | 179  | 184  | 190  | 192  | 196  |
|               | 1968 | 1982 | 1990 | 2006 | 2013 | 2015 | 2017 | 2019 | 2020 | 2022 |